# Pandanus wiehei
Pandanus wiehei är en enhjärtbladig växtart som beskrevs av Jean Marie Bosser och E.L.Joseph Guého. Pandanus wiehei ingår i släktet Pandanus och familjen Pandanaceae.
Artens utbredningsområde är Mauritius. Inga underarter finns listade.